# 小行星16682
小行星16682（16682 Donati）是一颗绕太阳运转的小行星，为主小行星带小行星。该小行星于1994年3月18日发现。

## 轨道参数
小行星16682的轨道半长轴为2.2435281 UA，离心率为0.051。